# Bronsdunbena
Bronsdunbena (Haplophaedia aureliae) är en fågel i familjen kolibrier.

## Utseende och läte
Bronsdunbenan är en rätt matt färgad grön kolibri med små vita duntofsar vid benen. Undersidan har ett diffust fjälligt utseende och stjärten är mörk. Näbben är relativt kort och rak. Könen är lika.

## Utbredning och systematik
Bronsdunbena delas vanligen in i sex underarter med följande utbredning:
- Haplophaedia aureliae floccus – östra Panama och nordvästra Colombia
- Haplophaedia aureliae galindoi – östra Panama (Cerro Pirre)
- Haplophaedia aureliae caucensis – västra Colombia
- Haplophaedia aureliae aureliae – centrala och östra Colombia
- Haplophaedia aureliae russata – norra och centrala Ecuador
- Haplophaedia aureliae cutucuensis – sydöstra Ecuador

## Levnadssätt
Bronsdunbenan är en ovanlig fågel i molnskog på mellan 1500 och 2500 meters höjd. Där kan den ses inne i skogen eller vid skogsbryn.

## Status och hot
Arten har ett stort utbredningsområde, men tros minska i antal, dock inte tillräckligt kraftigt för att den ska betraktas som hotad. Internationella naturvårdsunionen IUCN listar arten som livskraftig (LC). Beståndet uppskattas till mellab 336 000 och 570 000 vuxna individer.